# HD 13931 b
HD 13931 b 또는 HIP 10626 b는 G형 주계열성 HD 13931 주위를 돌고 있는 외계 행성으로, 안드로메다자리 방향으로 지구로부터 약 144 광년 떨어진 곳에 있다. 모항성을 1회 도는 데 걸리는 시간은 11.55년이며 평균 거리는 약 5.15 AU 또는 7억 7,000만 킬로미터이다. 궤도 이심률은 약 0.02로 이는 지구와 거의 같은 원에 가까운 궤도이다. 이 행성은 2009년 11월 13일 켁 천문대에서 분광 사진기를 이용, 시선 속도법을 응용하여 발견했다.

## 같이 보기
다음 목록은 2009년 11월 13일 켁 천문대에서 동시에 발견한 외계 행성들이다.
- HD 34445 b
- HD 126614 Ab
- HD 24496 Ab
- 글리제 179 b
- 처녀자리 QS b

좌표:  02h 16m 47.3791s, +43° 46′ 22.784″